# Марі Делаттр
Марі Делаттр  (фр. Marie Delattre, 4 березня 1981) — французька веслувальниця, олімпійська медалістка.

## Виступи на Олімпіадах
| Олімпіада  | Дисципліна                  | Місце    |
| ---------- | --------------------------- | -------- |
| Афіни 2004 | байдарка-двійка, 500 метрів | 4 h1r2/3 |
| Пекін 2008 | байдарка-двійка, 500 метрів | 3        |